# Metaphycus cerococci
Metaphycus cerococci är en stekelart som först beskrevs av Shafee, Alam och Agarwal 1975.  Metaphycus cerococci ingår i släktet Metaphycus och familjen sköldlussteklar. Inga underarter finns listade i Catalogue of Life.